# Trypanosoma congolense
|  | Denne artikel er oprettet af botten Steenthbot ud fra en ekstern database. Den kan derfor have sproglige fejl eller mangler. Denne skabelon kan fjernes efter kontrol af indholdet. |

Trypanosoma congolense er en dansk dokumentarfilm fra 1958.

## Handling
Optagelse af museblod, der er inficeret med flagellaten "Trypanosoma congolense". Arten er beslægtet med "Trypanosoma gambiense", som fremkalder sovesyge hos mennesker i tropiske egne.